# Louis René Édouard de Rohan-Guéméné

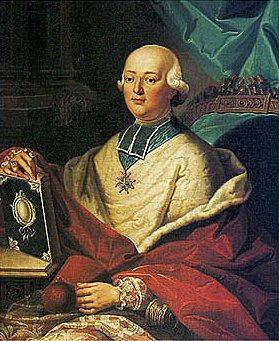
Louis Kardinal de Rohan

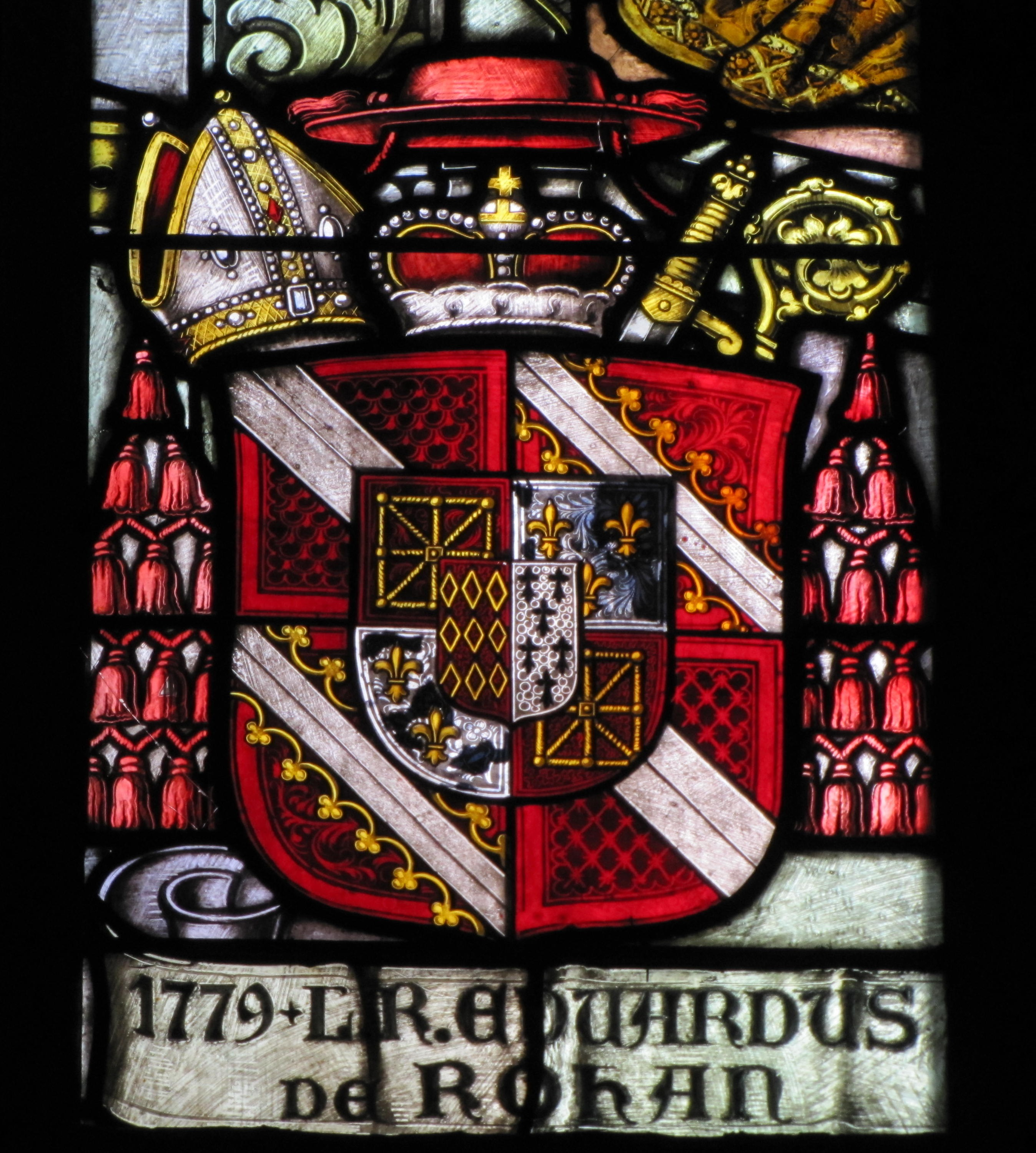
Wappen des Kardinals im Fenster der romanischen Kirche Notre-Dame de la Nativité in Zabern

Louis René Édouard de Rohan-Guéméné (deutsch auch: Ludwig Renatus Eduard von Rohan-Guemene) (* 25. September 1734 in Paris; † 16. Februar 1803 in Ettenheim) war ab 1779 der letzte Fürstbischof des Bistums Straßburg. Die dem französischen Hochadel entstammende Familie Rohan hatte das Amt der Straßburger Bischöfe seit 1704 ununterbrochen inne.

## Leben
Nach Studium und Priesterweihe wurde Louis René Édouard de Rohan-Guéméné 1756 Kommendatarabt der Abtei La Chaise-Dieu. Am 22. November 1759 wurde er Koadjutor seines Onkels, des Straßburger Fürstbischofs Louis César Constantin de Rohan-Guéméné und damit praktisch zum zukünftigen Straßburger Bischof vorbestimmt. Die Bischofsweihe als Titularbischof von Canopus spendete ihm am 18. Mai 1760 in der Kathedrale von Paris Christophe de Beaumont, der Erzbischof von Paris. Mitkonsekratoren waren Jean-Georges Lefranc de Pompignan, Bischof von Le Puy, und Charles-Gilbert de May de Termont, Bischof von Blois.
1772 wurde de Rohan-Guéméné Botschafter Frankreichs in Wien, zog sich dabei jedoch das Missfallen der Kaiserin Maria Theresia und deren Tochter Maria Antonia, der späteren Königin Marie-Antoinette von Frankreich, zu. Nach seiner Abberufung aus Wien 1777 erhielt er das Amt des Großalmoseniers von Frankreich. Papst Pius VI. verlieh Rohan am 1. Juni 1778 in Abwesenheit die Kardinalswürde und nahm ihn in die Klasse der Kardinalpriester auf. Am 11. Oktober 1779 wurde der Kardinal Fürstbischof von Straßburg, verbrachte aber weiterhin die meiste Zeit in Paris. Ab 1780 ließ er sich in Zabern das prachtvolle Rohan-Schloss errichten.
In den 1780er Jahren war de Rohan-Guéméné als wesentlicher Akteur in die gegen Marie-Antoinette gerichtete Halsbandaffäre verstrickt, in der er eine ausgesprochen unglücklich-naive Rolle spielte, die seine Reputation nachhaltig schädigte. Im Verlauf der Affäre wurde er am 15. August 1785 verhaftet und erst am 31. Mai 1786 vom Obersten Gerichtshof (Parlement) freigesprochen. Er verlor seine Staatsämter und musste sich in seine Klöster zurückziehen.
1790 floh er vor der französischen Revolution in die rechtsrheinischen Besitzungen des Bistums Straßburgs und residierte fortan in Ettenheim, von wo aus er eine Konterrevolution zur Vertreibung der französischen Revolutionäre plante. Er stellte auch ein Regiment für das konterrevolutionäre Corps Condé auf. Aufgrund der Belastungen, die dies den Ettenheimer Bürgern auferlegte und wegen der Gefahr durch die Ausweitung der Macht des revolutionären Frankreichs musste de Rohan-Guéméné Ettenheim 1796 verlassen. 1801 konnte er zwar durch den Frieden von Lunéville wieder nach Ettenheim zurückkehren, verlor aber durch die Neuordnung des Bistums Straßburg die linksrheinischen Besitzungen und kurz darauf durch den Reichsdeputationshauptschluss auch den Einfluss auf die rechtsrheinischen Ämter des alten Straßburger Bistums, die im Zuge der Neuordnung Deutschlands an das Kurfürstentum Baden fielen.
Hochverschuldet starb de Rohan-Guéméné 1803 an einer Grippe. Er wurde in der Ettenheimer Pfarrkirche St. Bartholomäus beigesetzt.